# Sant Julià de Vilatorta
Sant Julià de Vilatorta (spanisch San Julián de Vilatorta) ist eine katalanische Gemeinde (Municipio) mit 3.297 Einwohnern (Stand: 2024) in der Provinz Barcelona im Nordosten Spaniens. Sie liegt in der Comarca Osona.

## Geographie
Sant Julià de Vilatorta liegt etwa 59 Kilometer nordnordöstlich von Barcelona in einer durchschnittlichen Höhe von 595 m.

## Demografie
| 1950 | 1970 | 1981 | 1991 | 2001 | 2011 | 2021 |
| ---- | ---- | ---- | ---- | ---- | ---- | ---- |
| 1265 | 1368 | 1513 | 1934 | 2339 | 2984 | 3152 |

## Sehenswürdigkeiten

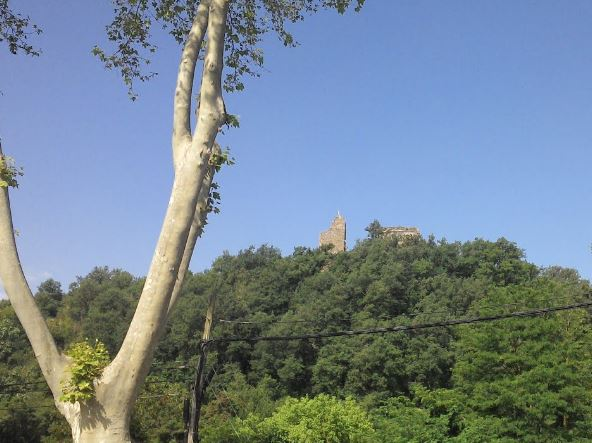
Burgruine von Bellpuig
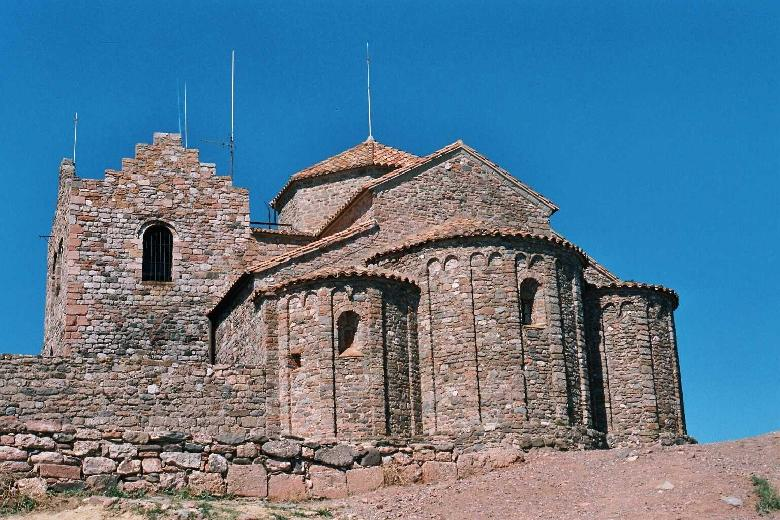
Benediktinerkloster Sant Llorenç del Munt aus dem 11. Jahrhundert in Matadepera
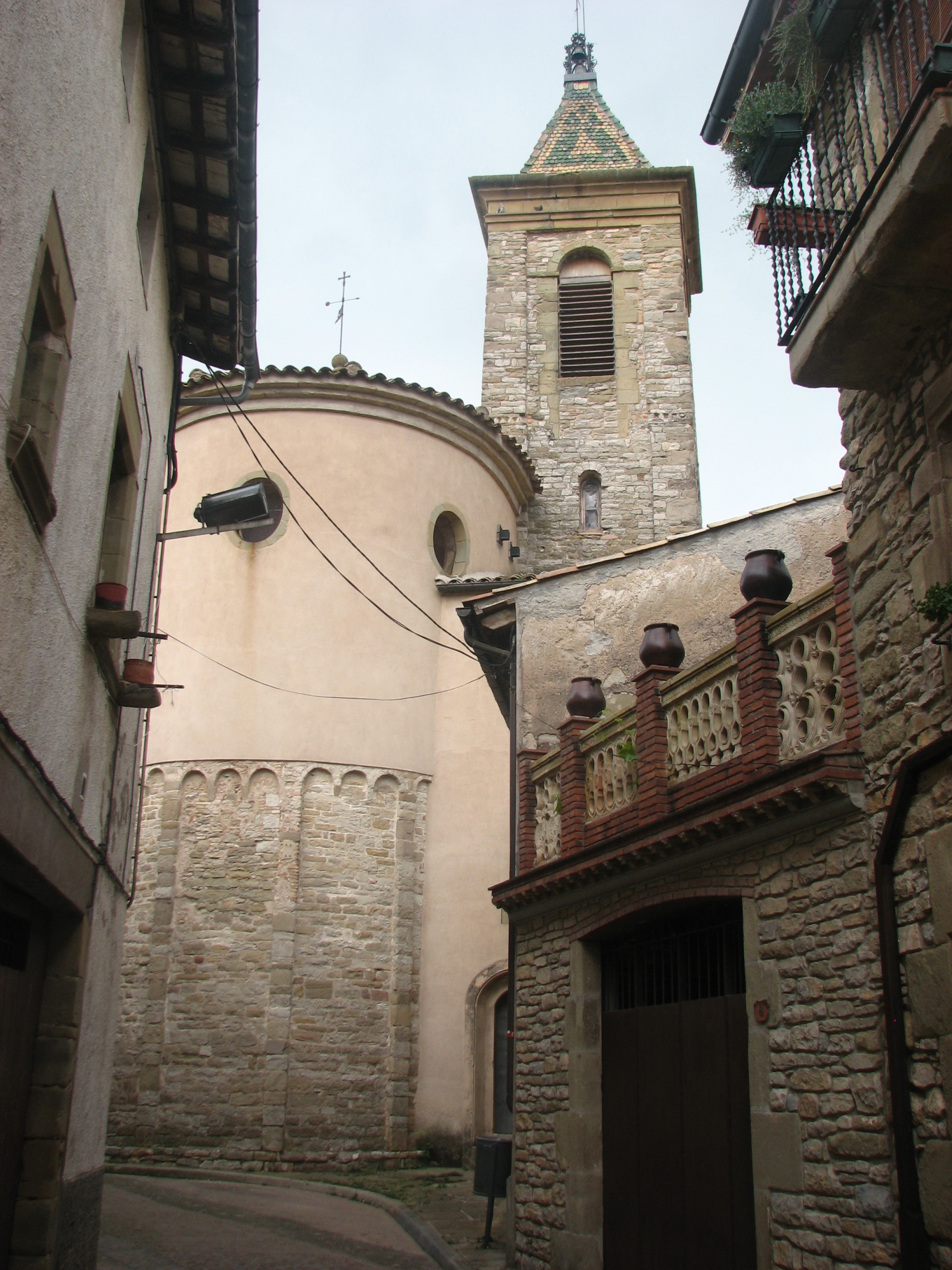
Julianuskirche
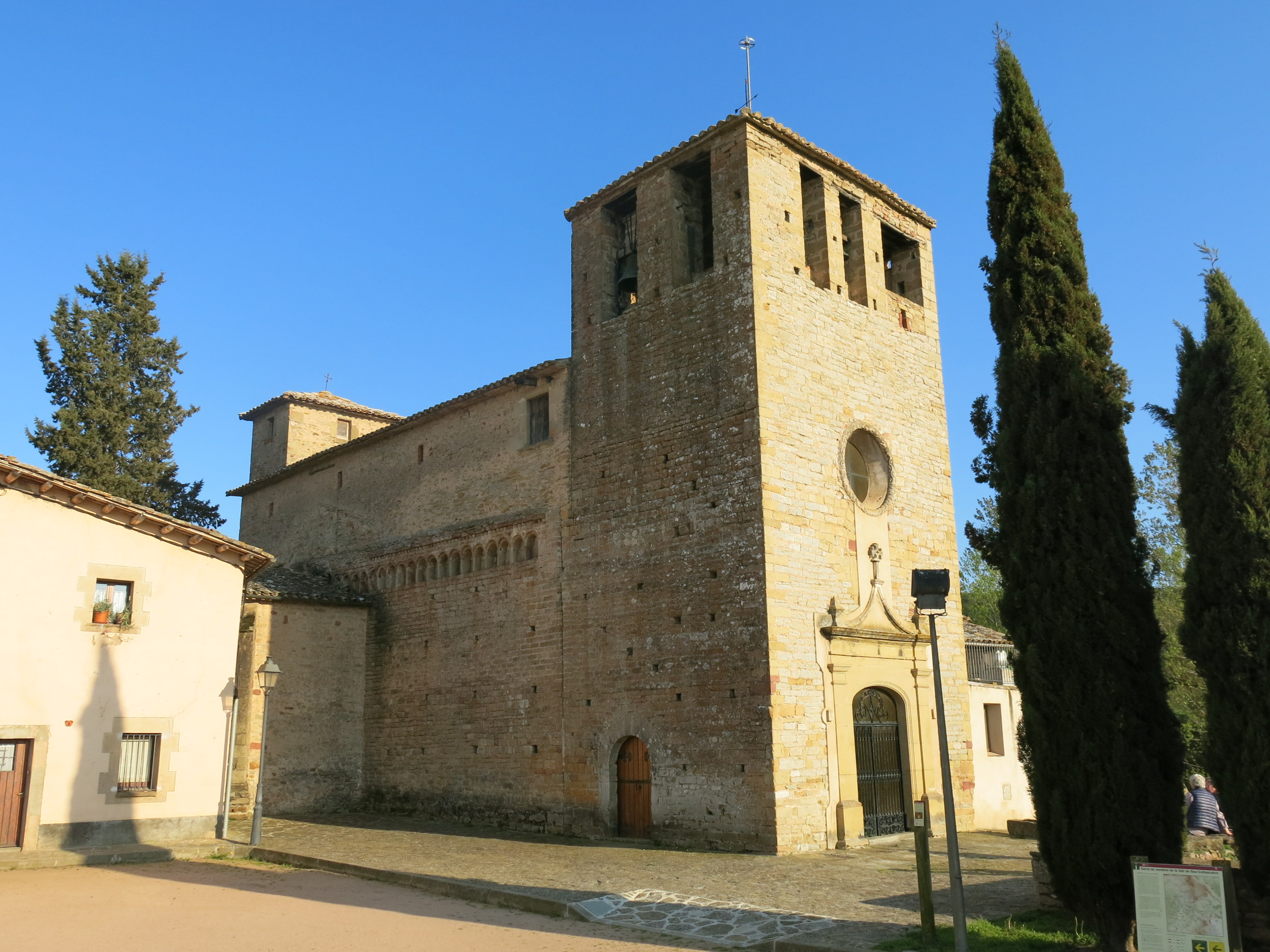
Marienkirche in Vilalleons
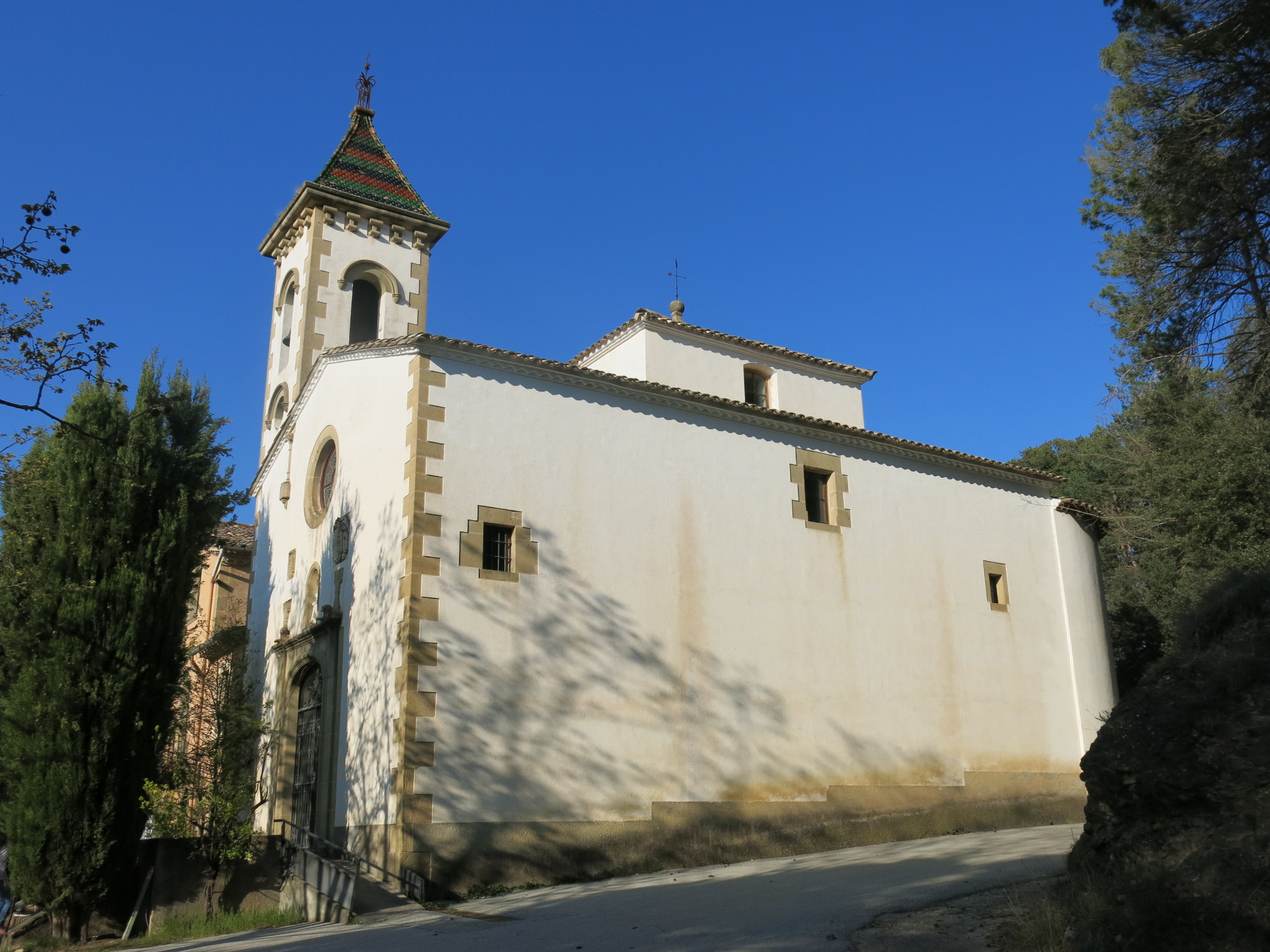
Kapelle in Puig-l'agulla
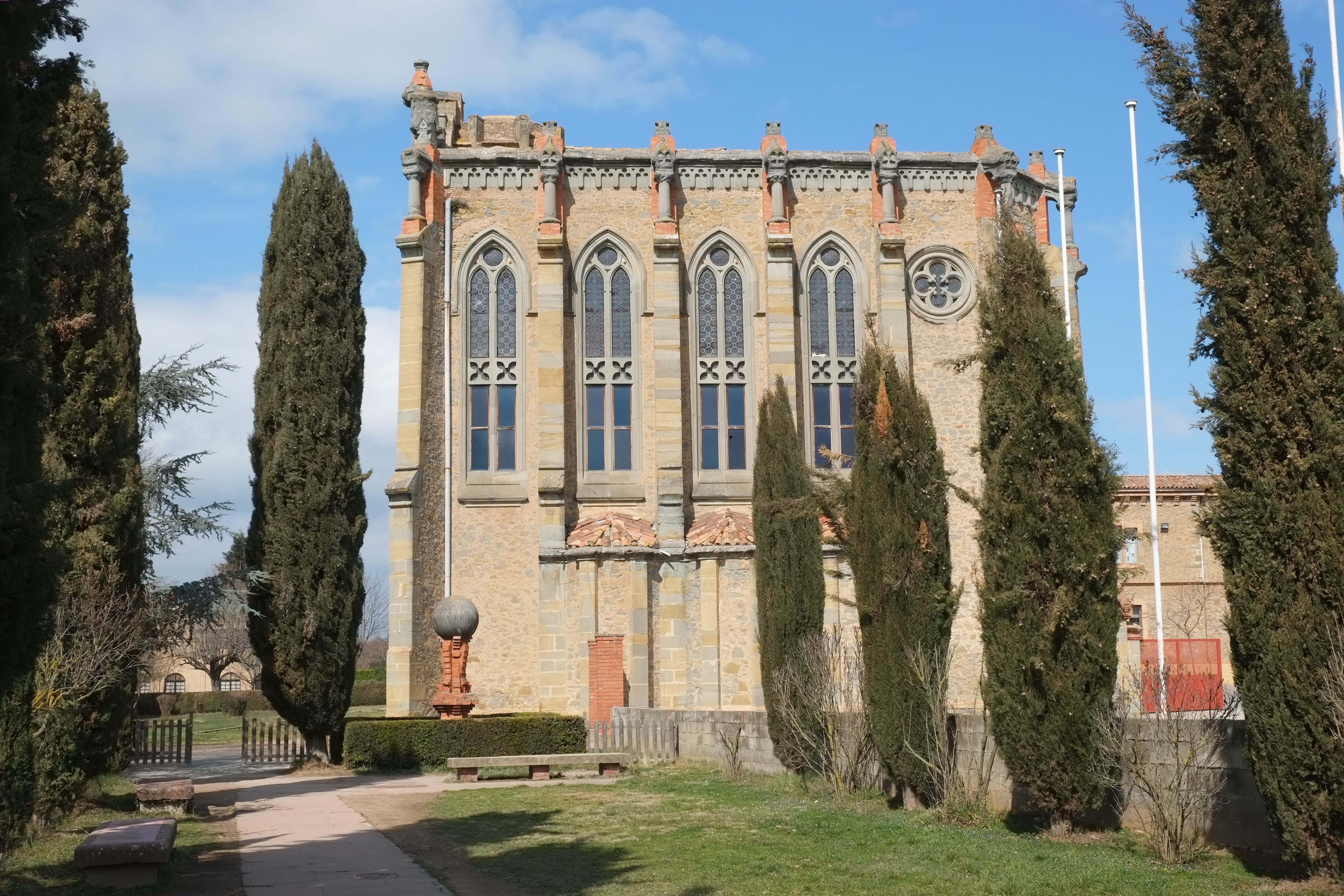
Rosenkapelle von Puig i Cunyer
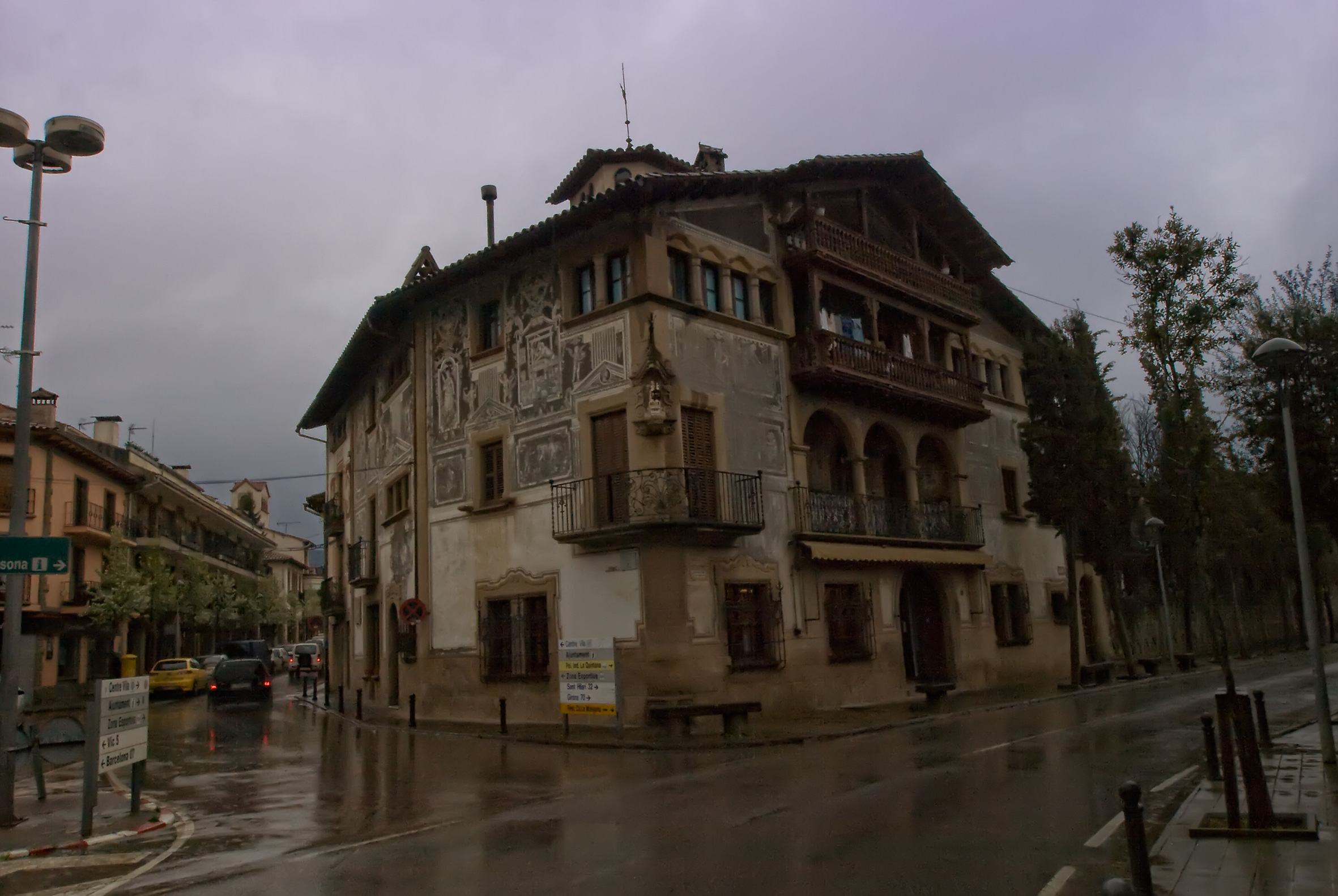
Casal Núria

- Burgruine von Bellpuig
- Benediktinerkloster Sant Llorenç del Munt
- Julianuskirche
- Marienkirche
- Kapelle von Puig-l'agulla
- Rosenkapelle
- Casal Núria

## Persönlichkeiten
- Marcelino Moreta (1909–2004), Unternehmer und Politiker (UCD)
- Ferran Jutglà (* 1999), Fußballspieler